# Говард, Майкл
Майкл Говард, барон Говард из Лимпна (англ. Michael Howard, Baron Howard of Lympne; род. 7 июля 1941 года, Суонси, Уэльс) — британский политик, лидер Консервативной партии и лидер оппозиции с ноября 2003 года по декабрь 2005 года, бывший министр в правительствах Маргарет Тэтчер и Джона Мейджора.

## Биография
Окончил Питерхаус-колледж Кембриджского университета, возглавлял Кембриджский союз в 1962 году. С 1964 года работал адвокатом в области трудового права, стал королевским адвокатом в 1982 году. Он стал членом парламента на всеобщих выборах в 1983 году, представляя избирательный округ Фолкстон и Хайт. В 1985 году Говард стал парламентским помощником министра в Министерстве торговли и промышленности, отвечал за регулирование финансовых операций в лондонском Сити. Младший министр местного самоуправления (1987—1988), младший министр по охране окружающей среды (1988—1989), младший министр жилищного строительства (1989—1990). При премьер-министре Джоне Мейджоре он занимал должности министра по вопросам занятости (1990—1992), министра по окружающей среде (1992—1993) и министра внутренних дел (1993—1997).
Кандидат на должность лидера Консервативной партии в 1997 году. Теневой министр иностранных дел (1997—1999), теневой канцлер казначейства (2001—2003).
На выборах в 1966 и 1970 годах избирался от округа Ливерпуль-Эдж-Хилл, но потерпел поражение.
Член Палаты лордов с 2010 года. Он поддерживал евроскептическую группу Leave Means Leave.
Женат, имеет двоих детей.